# Арсен от Марабда
„Арсен от Марабда“ (на грузински: არსენა მარაბდელი) е роман, написан от Михаил Джавахишвили през 1925 г. Книгата е издадена за първи път през 1933 г. Това е най-добрият живописен романа в Грузия.
Главният герой в книгата Арсен Одзелашвили е известен като грузинския Робин Худ. Остава известен с прозвището Арсен от Марабда. Роден е около 1797 г. и почива през 1842 г. Твърди се, че краде от богатите, за да помага на бедните. Бори се срещу крепостничеството и руското управление в Грузия.